# Cosette
Cosette é um personagem fictício do romance de 1862 Os Miseráveis de Victor Hugo e nas muitas adaptações da história para teatro, cinema e televisão. Seu nome de nascimento, Euphrasie, é mencionado apenas brevemente. Filha órfã de mãe solteira abandonada pelo pai, Hugo nunca lhe dá um sobrenome. No decorrer do romance, ela é erroneamente identificada como Úrsula, Cotovia ou Mademoiselle Lanoire.Ela é filha de Fantine, que a deixa para ser cuidada pelos Thénardiers, que a exploram e a vitimizam. Resgatada por Jean Valjean, que cria Cosette como se fosse sua, ela cresce em uma escola de convento. Ela se apaixona por Marius Pontmercy, um jovem advogado. A luta de Valjean para protegê-la enquanto esconde seu passado conduz grande parte da trama até que ele reconheça "que esta criança tinha o direito de conhecer a vida antes de renunciar a ela" - e deve ceder ao seu apego romântico a Marius.

## No romance

### Início da vida
Euphrasie, apelidada de Cosette por sua mãe, é filha ilegítima de Fantine e Félix Tholomyès, um estudante rico. Ela nasceu em Paris por volta de 1815. Tholomyès abandona Fantine, que deixa Cosette, de três anos, com os Thénardiers em sua pousada em Montfermeil, pagando-os para cuidar de seu filho enquanto ela trabalha na cidade de Montreuil-sur-Mer. Sem o conhecimento de Fantine, os Thénardiers abusam de Cosette enquanto ela está sob seus cuidados. Eles a espancaram, a deixaram de fome e a forçaram a realizar trabalho pesado na pousada. Sob os cuidados dos Thénardiers, ela é descrita como "magra e pálida", usa trapos para se vestir e tem frieiras nas mãos, além de pele machucada e avermelhada. Ela é forçada a andar descalça no inverno. O narrador também diz que "o medo se espalhou por toda parte".  
Enquanto Fantine está no hospital, o prefeito de Montreuil-sur-Mer - Jean Valjean disfarçado de "Madeleine" para evitar revelar que ele é um condenado em liberdade condicional - promete recuperar Cosette para ela. Embora Fantine morra antes de ver sua filha, Valjean fica determinado a cuidar da jovem.  

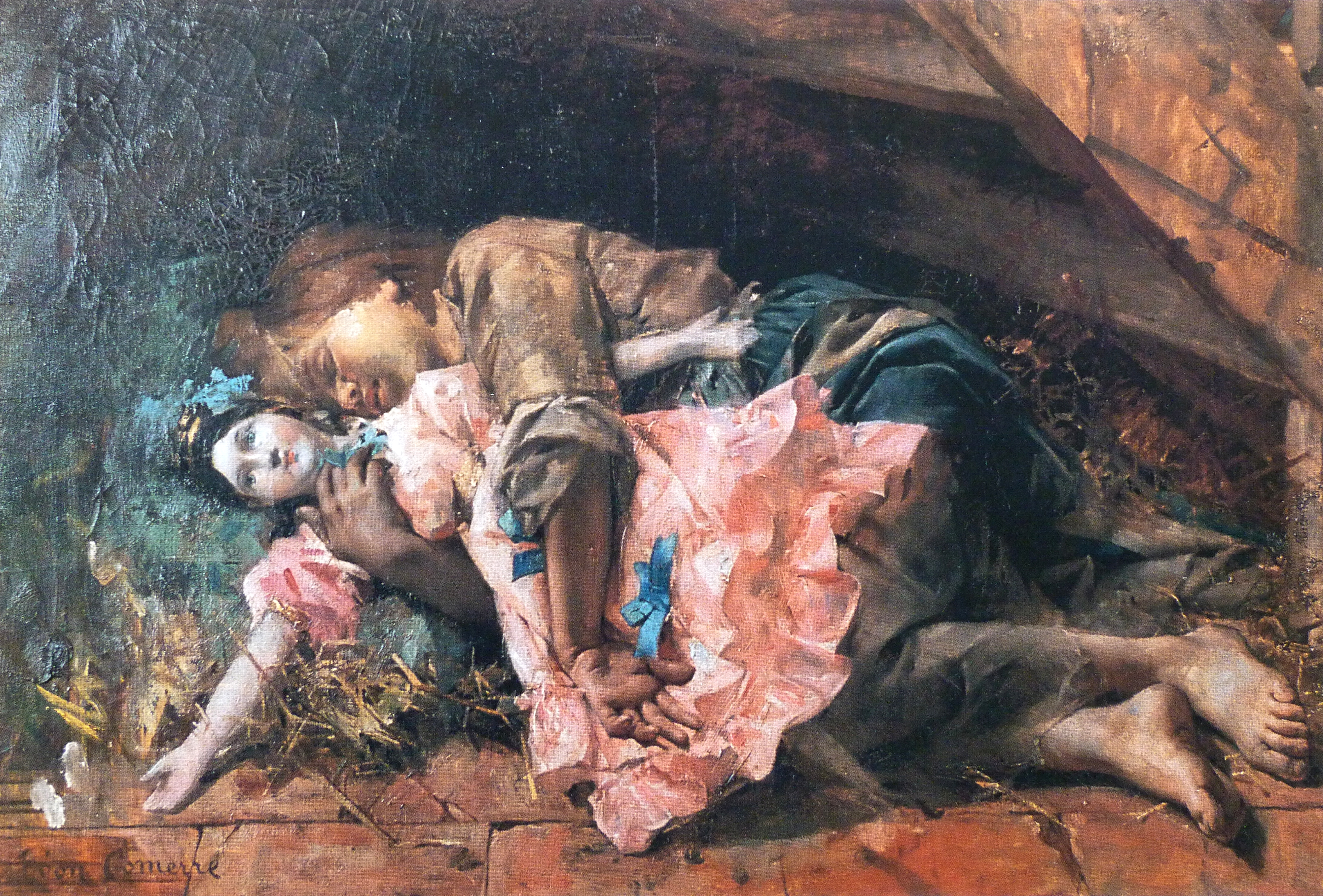
Cosette with her doll, pintura por Léon Comerre (1850-1916)

Quando ele chega a Montfermeil na Véspera de Natal, Valjean encontra Cosette pegando um balde de água e a acompanha de volta à pousada, onde testemunha seus maus-tratos pelos Thénardiers, bem como a crueldade de suas filhas Éponine e Azelma. Valjean sai da pousada e volta com uma boneca nova e cara que ele oferece a Cosette. A princípio relutante, Cosette aceita com alegria, o que enfurece Thénardier; Éponine e Azelma ficam com ciúmes.  
Na manhã seguinte, Dia de Natal, Valjean informa aos Thénardiers que ele veio para levar Cosette com ele. Sra. Thénardier concorda imediatamente, mas Thénardier finge afeição por Cosette e age relutante. Valjean paga 1500 francos para quitar as dívidas de Fantine e sai com Cosette. Thénardier tenta roubar mais dinheiro de Valjean dizendo que mudou de ideia e quer Cosette de volta, informando a Valjean que a mãe de Cosette a confiou aos seus cuidados e ele não pode liberá-la sem uma nota de sua mãe. Valjean, concordando com ele, entrega-lhe uma carta assinada por Fantine. Thénardier então tenta ordenar a Valjean que devolva Cosette ou pague mil coroas, mas Valjean o ignora e sai com Cosette.

### Paris
Valjean leva Cosette para Paris, onde se hospedam no Casebre Gorbeau; Valjean começa sua educação. Quando o inspetor Javert descobre o paradeiro de Valjean, ele e Cosette devem fugir. Valjean escala um muro e eles se encontram em um jardim anexo a um convento. O jardineiro Fauchelevent reconhece Valjean como o homem que o resgatou anos antes e concorda em protegê-los. Valjean se apresenta como irmão de Fauchelevent e diz que é avô de Cosette. Eles vivem pacificamente no convento por muitos anos, pois Valjean trabalha com Fauchelevent e Cosette frequenta a escola do convento. Com o tempo, ela parece não ter nenhuma lembrança de sua infância antes de chegar ao convento. À medida que Cosette amadurece, bela e saudável, com cabelos castanhos, lindos olhos, bochechas rosadas, pele pálida e um sorriso radiante, Valjean percebe que seria injusto permitir que ela se tornasse freira sem ter experimentado o mundo exterior que uma freira de clausura deve renúncia.
Em um capítulo posterior, Cosette finalmente se lembra de sua infância — orando pela mãe que ela nunca conheceu; os dois feios Thénardiers, e buscar água para eles em algum lugar "muito longe de Paris". No mesmo capítulo, ela pergunta a Valjean sobre sua mãe, mas ele não responde. Quando Cosette sonha com sua mãe como um anjo, ela comenta que sua mãe deve ter sido uma santa. Valjean responde: "através do martírio".

### Relacionamento com Marius Pontmercy

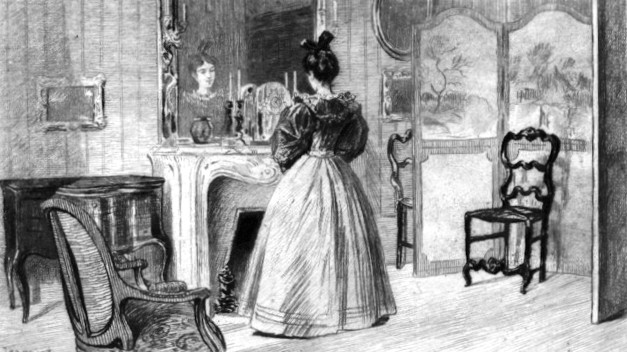
The adult Cosette, por Pierre-Georges Jeanniot, edição de 1887

Marius vê Cosette pela primeira vez no Jardim de Luxemburgo. Ela tem quatorze anos e recém-saída do convento, então ele presta pouca atenção a ela. Depois de alguns meses, Marius a percebe e vê que ela cresceu e se tornou uma jovem extremamente bonita. Logo Cosette e Marius trocam olhares e se apaixonam. Valjean percebe como Marius está atento aos seus movimentos. Quando ele descobre que Marius os seguiu para casa e perguntou sobre eles, ele rapidamente se muda para um endereço mais obscuro com Cosette.
Marius vê Cosette novamente durante uma visita de caridade que ela e Valjean fazem aos Thénardiers no Casebre Gorbeau, bem ao lado de Marius. Ele pede a Éponine que encontre seu endereço para ele, e ela concorda com relutância. Depois de muitas semanas, Éponine leva Marius ao novo endereço de Cosette para agradar Marius. Marius observa Cosette por algumas noites antes de se aproximar dela. Quando Cosette e Marius finalmente se encontram novamente no jardim, eles confessam seu amor mútuo, compartilham seu primeiro beijo e se apresentam. Eles continuam a se encontrar em segredo.
Éponine impede Thénardier, Patron-Minette e Brujon de roubar a casa de Valjean e Cosette. Na mesma noite, Cosette informa Marius que ela e Valjean partirão para a Inglaterra em breve. Esta notícia devasta os dois, porque significará o fim de seu relacionamento. Marius tenta brevemente obter dinheiro e permissão para se casar de seu avô para contornar esse problema. Sua discussão se dissolve em uma discussão acalorada decorrente da sugestão do avô de "Faça dela (Cosette) sua amante (de Marius)", e Marius sai furioso.
No dia seguinte, Éponine (agora vestida de menino) encontra Valjean em um aterro no Campo de Marte e anonimamente atira-lhe uma nota, que lhe diz para "mude-se". Valjean considera isso horrorizado por alguns dias, então informa a Cosette que eles se mudarão para sua outra casa e estarão na Inglaterra em uma semana. Cosette rapidamente escreve uma carta para Marius com essa informação. Ela avista Éponine pelo portão e pede ao "trabalhador" que entregue a carta a Marius. Éponine aceita a carta, mas não a entrega.
Várias noites depois, Marius é levado às barricadas por Éponine, na esperança de que eles morram juntos. Depois de ser baleada fatalmente, Éponine revela isso a Marius e lhe entrega a carta de Cosette antes de morrer. Marius escreve uma carta de despedida para Cosette, que é entregue a Valjean por Gavroche. Valjean lê a carta de despedida de Marius e decide seguir Marius até as barricadas. Depois que a batalha termina, ele leva o corpo inconsciente de Marius pelos esgotos. Depois de, literalmente, arrastar Marius pela areia movediça no esgoto, Valjean finalmente consegue levar Marius vivo pelos esgotos. Ele é solto por Thénardier, que tem uma chave do governo e não o reconhece, simplesmente assumindo que ele é um assassino que matou Marius.
Na saída, ele é confrontado por Javert, que havia perseguido Thénardier lá e estava observando a saída na esperança de pegá-lo. Javert ajuda Valjean a devolver Marius à casa de seu avô, e Valjean pede para ser levado para casa para se despedir de Cosette antes de ser enviado de volta às galés. Javert permite, e quando Valjean instintivamente olha pela janela, Javert se foi. Mais tarde é revelado que Valjean poupando a vida de Javert na barricada causou um paradoxo moral e que Javert cometeu suicídio pulando no Sena. Após a recuperação de seis meses de Marius de seus ferimentos, ele se reúne com Cosette.

### O casamento e o desfecho

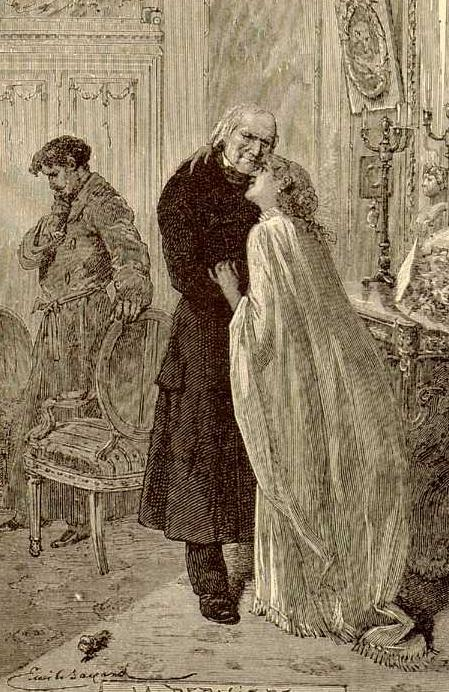
Cosette se despede de Valjean após seu casamento

Em 16 de fevereiro de 1833, Marius e Cosette se casam. Na manhã seguinte, Valjean conta a Marius sobre seu passado criminoso. Marius pede que ele deixe ele e Cosette. Ele então permite que Valjean a visite todas as noites, mas torna essas visitas cada vez mais difíceis até que Valjean pare de vir. Enquanto Marius, assumindo o pior sobre o personagem de Valjean, procura a verdadeira origem do dinheiro de Cosette, Valjean perde a vontade de viver e fica acamado. Quando Marius descobre com Thénardier que deve sua vida a Valjean, Marius e Cosette vão a Valjean, encontram-no em seu leito de morte e se reconciliam com ele. Enquanto Marius observa, Valjean conta a Cosette a história de sua mãe Fantine e como ele se tornou seu guardião. Valjean morre pacificamente.

## Personagem
Os críticos muitas vezes consideraram Cosette uma figura vazia, sem nenhum papel independente real além do papel que ela desempenha na vida dos outros: como uma vítima inocente e sem esperança a ser explorada (para os Thénardiers); uma filha a ser protegida (para Fantine e Valjean); e um objeto de adoração (para Marius). Stephanie Barbé Hammer escreve que "Tendo cumprido sua função de figura paternalista, Cosette cresce em uma cifra silenciosa e bonita". Ela tem o mesmo papel, mas inverso, como objeto de ciúme e ódio dos personagens vilões. Como Kathryn M. Grossman observa, ela traz à tona o "ódio à humanidade" que é típico dos vilões de Hugo. Quando Sra. Thénardier vê que a Cosette adulta se tornou uma "jovem rica e radiante, Sra. Thénardier responde visceralmente: 'Eu gostaria de chutar a barriga dela."

Cosette também é retratada como em grande parte sem sexo. Mario Vargas Llosa fala de sua relação com Marius,
Agora o amor entre esses dois é completamente etéreo; o desejo sexual foi removido cirurgicamente para que seu relacionamento possa ser puramente sentimental. Antes do casamento os jovens trocam um beijo, que não se repete porque, como diz o narrador, nem Marius nem Cosette sabiam da existência do desejo carnal.... O diálogo entre esses dois amantes virtuosos é tão irreal quanto seus amorosos comportamento. Por isso, os episódios em que os dois amantes conversam são os momentos mais artificiais do romance.
No entanto, em um romance de simbolismo e metáfora, Cosette também pode ser visto como um símbolo de esperança no mundo de Os Miseráveis, representando a ascensão dos oprimidos e abusados das trevas para um futuro brilhante. Ela é a principal motivação para vários personagens do romance saírem da escuridão, independentemente de terem sucesso ou não. Por esta razão, a imagem dela varrendo a pousada à noite é muitas vezes a imagem mais associada como singularmente representativa dos principais temas do livro, e é usada com frequência na capa.
Cosette pode ser vista como uma forte protagonista feminina no romance, com o objetivo de alcançar a felicidade em sua vida. Em última análise, com Marius, ela consegue fazê-lo. Ela pode ser vista como contida pelo tempo em que viveu, mas ainda cheia de inocência esperançosa e força sutil.

## Adaptação
Desde a publicação original de Os Miseráveis em 1862, o personagem de Cosette foi incluído em muitas adaptações em várias mídias, incluindo livros, filmes, musicais, peças de teatro e jogos, mais notavelmente no anime de 2007 Les Misérables: Shōjo Cosette, no qual ela ao invés de Valjean é o personagem central.

## No musical
No musical baseado no romance, Cosette é uma personagem principal interpretada por duas atrizes, uma jovem para Montfermeil em 1823 e uma jovem para Paris em 1832. Seu papel como adolescente é condensado enquanto sua alegria em cantar e ler é apenas implícito (especificamente em "Castle on the Cloud"). Muitos outros detalhes de sua personagem, incluindo sua natureza apaixonada ("A Heart Full of Love") são retratados de forma semelhante por implicação nas músicas que ela canta.
Outros aspectos foram totalmente omitidos, incluindo a conversa entre Valjean e Cosette enquanto ele a ajudava a carregar o balde de água, sua estadia no Casebre Gorbeau, sua evitação de Javert e sua chegada ao convento Petit-Picpus, muitos dos quais foram posteriormente reintroduzidos na adaptação cinematográfica de 2012. O musical também condensa o tempo entre o casamento de Cosette e Marius e sua visita ao moribundo Valjean.

### Diferenças
Cosette no musical Les Miserables é uma personagem com menos relevante que no romance. O número de vezes que Cosette aparece é consideravelmente baixo comparando com a intervenção a certo ponto quase constante da donzela no livro. Assim, não só muitos dos seus traços de personalidade não são retratados no musical, como etapas da sua vida são omitidas, nomeadamente a estadia no Casebre Gorbeau e a passagem pelo convento.

### Canções
- Castle on a Cloud
Fala de um castelo encatado nas nuvens longe de toda a dor e aflição que lhe causam os Thénardier. É interrompida pela brutal mulher que a manda ir buscar água ao bosque.
- The Bargain (normalmente em silêncio)
Assiste à negociação entre Valjean e os Thénardier.
- The Robbery/Javert's Intervention (em silêncio)
Acompanha Jean Valjean pela rua no momento do assalto. No meio da confusão conhece Marius. Após a chegada de Javert, Jean Valjean e Cosette fogem à primeira oportunidade.
- In My Life
Declara a Jean Valjean que já não é uma criança e exige saber a verdade sobre o seu passado. Marius, acompanhado de Éponine, está do lado de fora da casa e afirma que ama Cosette.
- A Heart Full of Love
Cosette e Marius trocam promessas de amor. Éponine, que reconhece Cosette dos tempos de infância, continua do lado de fora assistindo à cena. Declara que também ela ama Marius mas sabe que ele nunca olhará para si.
- The Attack on Rue Plumet
Após a tentativa de assalto de Thénardier e da sua quadrilha, Cosette convence Jean Valjean que foram os seus gritos que levaram o grupo a fugir, encobrindo assim a recente presença de Marius e Éponine.
- One Day More
Um dia antes do erguer das barricadas os protagonistas expõem os seus pontos de vista. Cosette mostra-se triste por saber que Valjean pretente abandonar Paris, o que a afastará de Marius para sempre.
- Every Day
Primeira aparição de Cosette no segundo acto. Após a queda da barricada e o regresso de Marius a casa, Cosette diz-lhe que o pior já passou e nunca mais deixarão de estar juntos.
- Wedding Chorale
O casamento de Cosette e Marius. No meio da festa surgem os Thénardier, tentando chantangear Marius com informações sobre Jean Valjean. Após ouvirem as notícias, Marius e Cosette correm a casa do ex-condenado.
- Valjean's Death
Cosette e Marius juntam-se a Valjean no seu leito e acompanham-no até ao último suspiro. Cosette faz o que pode para o manter preso à vida mas Jean Valjean acaba por falecer.
- Finale
Cosette e Marius lêem a carta de Jean Valjean à medida que este ascende aos céus guiado por Fantine e acompanhado por Éponine e todos os que morreram na barricada.